# Prahos
I prahos o parahos sono imbarcazioni malesi e indonesiane usate dai pescatori, dai pirati e dai commercianti nel XIX secolo.

## Descrizione e caratteristiche
Praho è un termine abbastanza generico che può riferirsi a navi a basso scafo, leggere, snelle, con uno o più alberi, ma anche a piccole imbarcazioni a scafo alto a remi e vele, facilmente manovrabili e con basso pescaggio, che furono molto ammirate dagli europei nell'Ottocento.
Normalmente sono armati di un bilanciere e dotati di feritoie per le pagaie. Possono avere da uno a più cannoni e in coperta spesso si poteva trovare una tettoia che si interrompeva a poppa, ove si trova il timone e gli alberi.

### Salgari
Il termine Prahos è spesso usato da Salgari nei suoi libri del ciclo sui Pirati della Malesia, e la stessa nave di Sandokan, la Marianna, è un praho. I Tigrotti di Mompracem avevano però migliorato i propri velieri onde affrontare vantaggiosamente le navi nemiche, avendo loro tolto la tettoia, soppresso il bilanciere, scomodo durante gli abbordaggi, dato allo scafo forme più svelte e alla prua una solidità a tutta prova, e persino armato i prahos con grossi cannoni da caccia e alcune lunghe spingarde e rivestito il ponte e le murate con grosse piastre metalliche. Avevano conservato però le enormi vele che sovente raggiungono i 40 metri, gli alberi flessibili ma resistenti e le fibre di rotang, che si trovano più facilmente delle cime, soprattutto nel Borneo.